# Eumenes rubronotatus
Eumenes rubronotatus (лат.) — вид одиночных ос рода Eumenes из семейства Vespidae.

## Распространение
Россия (Дальний Восток), Восточная (Корея, Япония) и Юго-Восточная Азия (Вьетнам, Китай).

## Описание
Чёрные осы с желтоватыми отметинами и тонким длинным стебельком брюшка (петиоль). Длина около 1,5 см. Мезоскутум и мезоплеврон с крупными пунктурами (глубокими и округлыми ямками), пространство между ними более чем равно их диаметру; задние голени всегода чёрные (у близкого вида Eumenes punctatus они буроватые). Латеральные края проподеума круглые. Средние голени с одной вершинной шпорой. Вид был впервые описан в 1905 году.